# Giuseppe Agujari

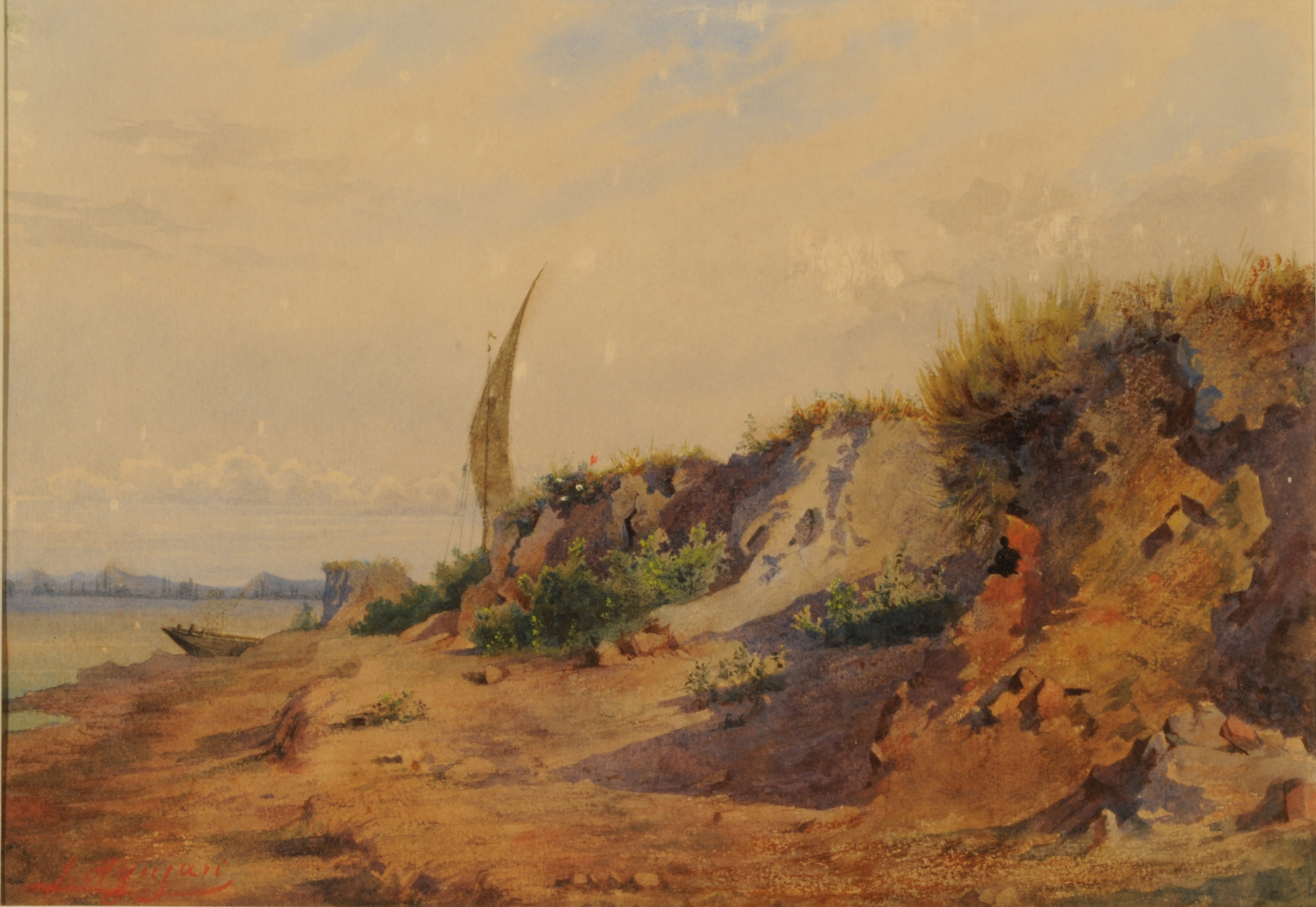
Barrancas del Paraná, Museo Nacional de Bellas Artes, Buenos Aires.

Giuseppe Agujari (Adria, 1843 - Buenos Aires, Argentina, 16 de septiembre de 1885), también llamado José Agujari, fue un pintor italiano, conocido principalmente por sus acuarelas.

## Historia
Giuseppe Agujari nació en Adria, cerca de Trieste, hijo de Leopoldo y Laura Tretti.
Después de estudiar en la Academia de Bellas Artes de Venecia, se matriculó en la Escuela Técnica Municipal de Trieste, donde su hermano Tito Agujari fue su tutor. Allí perfeccionó sus técnicas de dibujo y acuarela.
En 1871 exhibió muchos de sus trabajos en la Real Academia de Artes en Londres. En el mismo año se mudó a Buenos Aires donde fue conferencista en el Colegio Nacional.
En 1876 formó parte del grupo que fundó la Sociedad Estímulo de Bellas Artes. Muchos de sus trabajos están preservados en el Museo Fernández Blanco de Buenos Aires.